# Декабрь 2006 года

Список событий декабря 2006 года.

## События
- 1 декабря — Эстония приравняет серп и молот к свастике[1].
- 2 декабря — в московском спецприёмнике для иностранных граждан скончалась Манана Джабелия, 50-ти лет, вторая жертва депортации грузин 2006 года[2].
- 3 декабря — на детском конкурсе песни Евровидение 2006 победителями стали сёстры Толмачёвы из России.
- 3 декабря — сборная России по теннису выиграла Кубок Дэвиса 2006 года.
- 4 декабря — российский нападающий «Нью-Йорк Айлендерс» Виктор Козлов признан лучшим игроком недели в НХЛ.
- 10 декабря — референдум о первой конституции Нагорного Карабаха прошёл в спокойной обстановке.
- 10 декабря — следователи Скотленд-Ярда сегодня, возможно, допросят бизнесмена Андрея Лугового.
- 10 декабря — Швеция празднует отправку первого шведского астронавта в космос.
- 10 декабря — Олег Маскаев защитил титул чемпиона мира по версии WBC.
- 10 декабря — скончался бывший чилийский диктатор Аугусто Пиночет. Кончина Пиночета вызывает у чилийцев радость и слёзы.
- 13 декабря — ипсвичский убийца претендует на лавры Джека-Потрошителя. Великобритания взбудоражена серийными убийствами проституток. Во вторник в районе Ипсвича (графство Суффолк) были обнаружены тела ещё двух проституток[3].
- 14 декабря — суд Петербурга отложил вынесение решения по иску петербургской школьницы, считающей преподавание теории Дарвина на уроках биологии ущемлением прав детей.
- 17 декабря — астронавты пристыкованного к Международной космической станции шаттла «Дискавери» завершили выход в космос.
- 21 декабря — в возрасте 66 лет умер президент Туркменистана Сапармурат Ниязов. Однако оппозиция сомневается в дате смерти[4].
- 21 декабря — в Великобритании объявлено название последней книги о Гарри Поттере. Книга должна появиться в первой половине 2007 года[5].
- 22 декабря — в Москву доставлены останки генерала Каппеля[6].
- 25 декабря — скончался родоначальник музыки соул Джеймс Браун.
- 26 декабря — скончался бывший президент США Джеральд Форд.
- 30 декабря — казнён Саддам Хусейн[7].